# Путорански плато
Висораван Путорана (рус. плато Путорана) је висока базалтна висораван која се налази у планинском подручју северозападног краја Средњосибирске висоравани, па према северу, све до полуострва Тајмир (Полуостров Таймыр), Русија; 100 км северно од поларног круга. Највиша планина је Камен планина која има висину од 1700 метара, а најближе насеље је Нориљск. Висораван већином чини сибирски трап (вулкански базалт) и у њему се налазе највећа лежишта никла у Русији. У његовом средишту је језеро Виви које је уједно и географско средиште Русије.
Год. 1988. онован је резерват природе Путорана како би се заштитила највећа крда ирваса (Rangifer tarandus) на свету, али и сибирског великорогог муфлона (Ovis nivicola). Парк има величину од 1.887.251 хектара, а управа му је смештена у Нориљску. Од 2010. године Путорана је уписана на УНЕСКО-в Списак места Светске баштине у Азији и Аустралазији као „потпун субарктички и арктички екосистем у изолираном планинском венцу који укључује тајге, тундре и арктичке пустиње, и недирнуте слатководне системе река и језера”.